# Ridgeville (Alabama)
Ridgeville es un pueblo ubicado en el condado de Etowah en el estado estadounidense de Alabama. En el censo de 2000, su población era de 158.

## Demografía
En el 2000 la renta per cápita promedia del hogar era de $ 18.750$, y el ingreso promedio para una familia era de 16.875$. El ingreso per cápita para la localidad era de 17.464$. Los hombres tenían un ingreso per cápita de 34.286$ contra 11.250$ para las mujeres.

## Geografía
Ridgeville está situado en 34°3′26″N 86°6′12″O / 34.05722, -86.10333 (34.057110, -86.103232).
Según la Oficina del Censo de los EE. UU., la ciudad tiene un área total de 0.76 millas cuadradas (1.97 km²).